# Aplodontiidae
Famille
Synonymes
Aplodontidae
C'est le zoologiste russe d'origine allemande Johann Friedrich von Brandt (1802-1879) qui a créé la famille des Aplodontidae ou Aplodontiidae en 1855.
Elle ne contient qu'un genre et une espèce :
- Aplodontia Richardson, 1829.
  - Aplodontia rufa (Rafinesque, 1817) — Castor de montagne.